# آشاغی‌کارابوی (بتلیس)
آشاغی‌کارابوی (به ترکی استانبولی: Aşağıkaraboy) یک منطقهٔ مسکونی در ترکیه است که در بیتلیس واقع شده‌است. آشاغی‌کارابوی ۴۹۱ نفر جمعیت دارد.